# 吉橋秋月
吉橋 秋月（よしはし しゅうげつ、1826年 - 1903年）は、日本の芸術家である。
1826年（文政9年）に船橋五日市に生まれる。1838年（天保9年）に江戸深川に出て、南画の3代目堤等琳に師事する。1845（弘化2年）船橋に帰住して画を教授する。葛飾北斎と同門とする説がある。宮本の西福寺に弟子達の建てた「吉橋秋月先生筆塚」の碑がある。